# Єлизаветівка (Краматорський район)
Єлизаве́тівка — село Олександрівської селищної громади Краматорського району Донецької області, України. У селі мешкає 106 людей.
Поблизу села розташоване 2 ботанічних заповідних урочища: Широкий ліс та Довгенький ліс. Урочища являють собою байрачний ліс та піщано різнотравно-типчаково-ковиловий степ, де ростуть 5 та 3 види рослин відповідно, занесених до Червоної книги України.
Безименний хутір в районі сучасної Єлизаветівки вказаний на плані генерального межування Ізюмського повіту Харківської губернії (орієнтовно - 60-ті роки XIX століття). У 1889 році німці-католики тут заснували колонію Елізабетталь. Станом на 1926 рік Єлизаветівка була центром сільради, тут проживали 267 осіб (переважна більшість - німці). В 30-х роках ХХ століття в селі працювала школа.